# Areca warburgiana
Areca warburgiana är en enhjärtbladig växtart som beskrevs av Odoardo Beccari. Areca warburgiana ingår i släktet Areca och familjen Arecaceae. Inga underarter finns listade i Catalogue of Life.